# Luigi Lapenna
Luigi Lapenna (Signo, 1825 – Waldhof, 5 aprile 1891) è stato un politico dalmata italiano.

## I primi anni e l'impiego pubblico
Nato a Signo - una località dell'entroterra di Spalato - frequentò il ginnasio superiore di Zara e poi si iscrisse alla facoltà di giurisprudenza dell'Università di Vienna, dove si laureò nel 1847.
Entrato in seguito in magistratura, fu dapprima Procuratore a Spalato e a Ragusa, infine Presidente del Tribunale Provinciale di Zara.

## L'attività politica
Di sentimenti autonomisti pro-italiani, aderisce al Partito Autonomista, del quale in breve tempo divenne uno dei capi più autorevoli, venendo eletto più volte alla Dieta della Dalmazia.
Eletto deputato al Parlamento di Vienna (Reichsrat; una carica che manterrà fino al 1870), fu a capo della delegazione dalmata ricevuta dall'Imperatore Francesco Giuseppe nel 1861, al quale rappresenterà la volontà di gran parte delle amministrazioni comunali del Regno di Dalmazia, contrarie alla progettata unificazione di quest'ultimo col Regno di Croazia e Slavonia, caldeggiato dai rappresentanti croati.
All'interno del Partito, Lapenna rappresentò sempre l'ala clericale e filo-governativa, che propugnava l'autonomia della Dalmazia all'interno dell'ordinamento esistente, rigettando con sdegno le frequenti accuse di irredentismo che periodicamente venivano rivolte ai Dalmati italiani.

## Il volontario allontanamento dalla Dalmazia
Disgustato dal fiorente antagonismo italo-croato che sempre più virava verso forme aperte di nazionalismo, il Lapenna chiese ed ottenne di esser trasferito a Vienna, ove nel 1870 venne nominato Consigliere della Suprema Corte di Cassazione.
Nel 1874, viene inviato in Egitto a capo di una delegazione austriaca, con l'incarico di organizzarvi dei tribunali al Cairo e una Corte d'Appello ad Alessandria. In seguito al brillante lavoro in queste terre, Francesco Giuseppe gli conferirà la "Corona Ferrea" e il titolo ereditario di barone.
Lapenna tornerà a Vienna solo nel 1881, venendo nominato presidente di sezione della Corte di Cassazione.
Nel 1882 gli viene offerta la presidenza della Commissione per l'amministrazione della giustizia in Bosnia ed Erzegovina - recentemente annessa de facto all'Impero Austroungarico a seguito del Trattato di Berlino. A causa di problemi di salute, Lapenna non si può recare in Bosnia, ma dirige lo stesso il lavoro dalla capitale.

## Il ritorno a Zara
Acuitasi in Dalmazia la lotta fra gli annessionisti croati e gli autonomisti italiani e sorta all'interno di questi ultimi una serie di fazioni contrapposte (da una parte i seguaci di Antonio Bajamonti, sempre più legati ad un aperto irredentismo; dall'altra Niccolò Trigari e i suoi, decisi a mantenersi strettamente fedeli alla corona), Lapenna nel 1885 decide di tornare a Zara, per riannodare le fila del partito.
La campagna elettorale per l'elezione al Reichsrat dello stesso anno lo impegnò in maniera molto decisa, ma nonostante l'alleanza degli autonomisti col Partito Serbo, perse lo scontro diretto col candidato del Partito Croato Ante Šupuk, sindaco di Sebenico (il collegio nel quale si presentò Lapenna riuniva i comuni di Zara e Sebenico: Šupuk prevalse per 1.130 voti contro 836).

## Gli ultimi anni
Colpito da malattia, Lapenna rinunciò a tutte le cariche al tempo ricoperte, e nel 1889 si ritirò a Waldhof, una località vicino a Persenbeug, sulle rive del Danubio nell'Austria Inferiore, dove il figlio Marino aveva acquistato una villa.
Lì morì il 5 aprile 1891.